# Castelo das Torretas

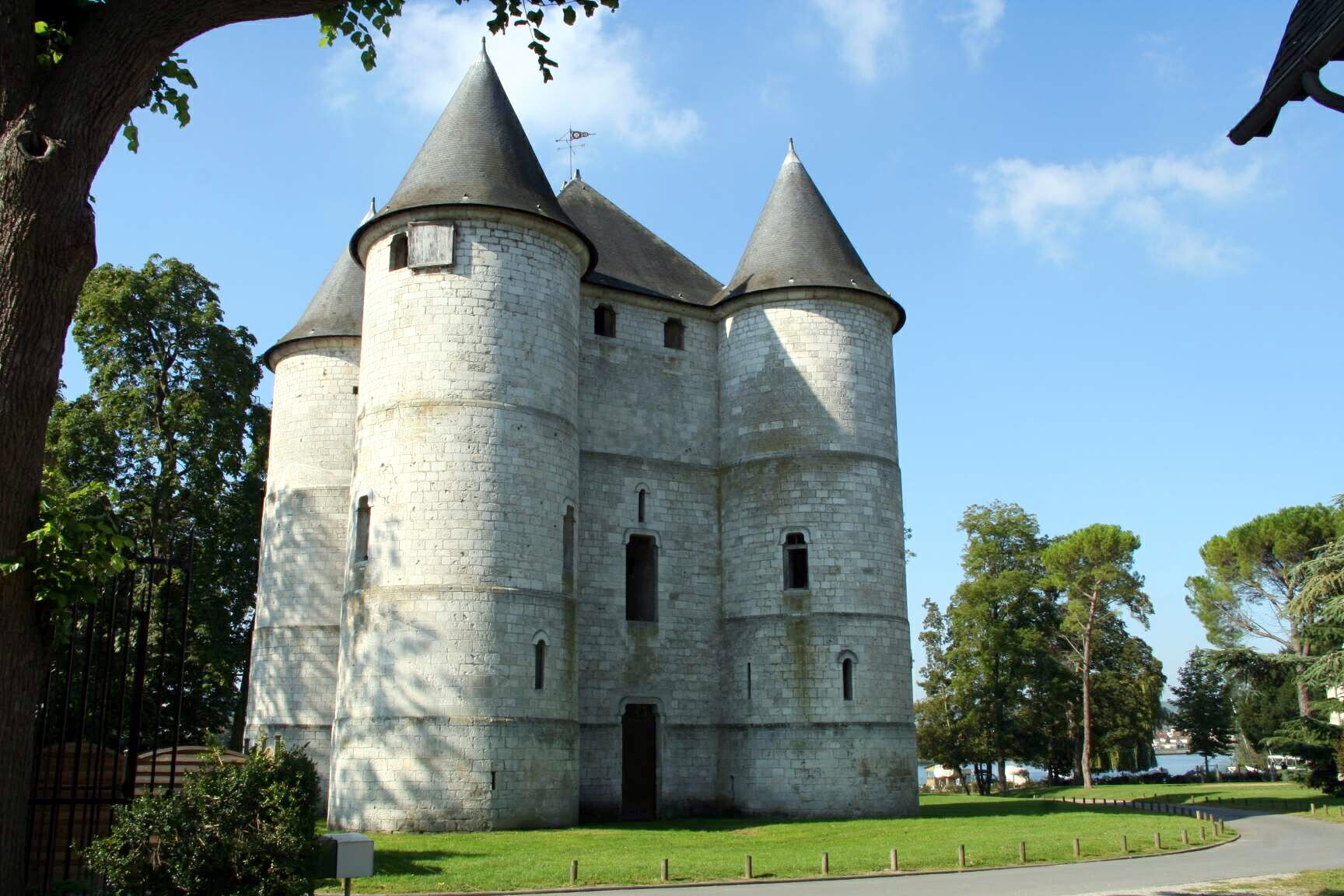
Château des Tourelles

O Château des Tourelles é um castelo na comuna de Vernon, no departamento Eure, na França.
O castelo teve origem em 1196, quando Philippe Auguste (Filipe II da França), lutando contra o rei da Inglaterra, Ricardo Coração de Leão, pela posse da Normandia, tomou Vernon e fez da cidade uma base militar.
O castelo é constituído por uma torre quadrada rodeada por quatro torres redondas, elevando-se todo o edifício a uma altura de vinte metros.
É um dos poucos castelos da França que está praticamente inalterado há 800 anos. Propriedade do município desde 1955, está classificado desde 1945 como monumento histórico pelo Ministério da Cultura francês .